# МГЭС Елашница
МГЭС (малая гидроэлектростанция) Елашница (серб. Мала хидроелектрана Јелашница / МХЕ Јелашница) — малая гидроэлектростанция в Сербии, стоящая около села Елашница (община Сурдулица) на реке Елашничка, исток которой находится на северо-западном склоне горы Бесна-Кобила. Является одной из десяти старейших гидроэлектростанций Сербии. Работает с 1928 года, ежегодно вырабатывает около 2,6 МВт⋅ч электроэнергии.

## Географическое положение
Станция находится в 2 км от села Елашница и в 5 км от устья Елешнички, впадающей в Южную Мораву. Попасть на электростанцию можно только по остаткам старого подводящего канала, существовавшего ещё с 1914 года, когда строилась старая МГЭС. На станцию доставляют материалы, используя ослов в качестве средства передвижения и гужевого транспорта.

## Строительство
В 1914 году на реке Елашничка была возведена первая малая ГЭС, которая успела проработать всего сутки, прежде чем её уничтожили в ходе боевых действий Первой мировой войны. Спустя 14 лет в 1928 году, в километре от предыдущего расположения МГЭС была введена в эксплуатацию новая электростанция при участии «Акционерного электрообщества» из Вране, строительство которой велось с 1923 года. На станции было установлено оборудование производства AEG, доставшееся Королевству сербов, хорватов и словенцев в качестве трофея.
С момента ввода электростанции в эксплуатацию оборудование почти не подвергалось замене. При этом в самом начале работы около 60% произведённой электроэнергии оставалось невостребованными, в связи с чем с малоимущих граждан деньги за прокладку электропроводки не взимались.

## Характеристики
Основные характеристики:
- Материал плотины: бетон
- Расход воды через турбины: 0,42 м³/с
- Мощность: 0,4 МВт
- Турбины: 2 x ковшовые (Ј. M. Voith Heidenheim, 1928)
- Генераторы: 2 x трёхфазные переменного тока (AEG, 1928), полная мощность 200 кВА
- Годовая выработка: более 2 ГВт⋅ч

Характеризуется как русловая ГЭС с деривационным каналом. Подключена к линиям электропередачи напряжением 10 кВ (владелец ЕД Врање), может работать в автономном режиме. Рабочее давление в подводящем водопроводе от водонапорной башни до турбины — около 12,5 бар (приблизительный геодезический напор 125 м). Тип турбины — ковшовая с одним рабочим колесом и двумя соплами. Трёхфазный генератор, синхронный с собственным возбудителем. Посредством масляных трансформаторов 10/0,4 кВ осуществляется преобразование выходного напряжения генератора уровнем 0,4 кВ в промежуточное 10 кВ.